# Kenta Togawa
Kenta Togawa (戸川 健太, Togawa Kenta) est un footballeur japonais né le 23 juin 1981. Il évolue au poste de défenseur.

## Biographie
Kenta Togawa commence sa carrière professionnelle au Tokyo Verdy.
En 2008, il est transféré au Yokohama FC. Par la suite, en 2011, il rejoint le Gainare Tottori.
Kenta Togawa dispute un total de 34 matchs en 1re division japonaise avec le Tokyo Verdy.